# L-フコースイソメラーゼ
L-フコースイソメラーゼ(L-fucose isomerase、EC 5.3.1.25)は、以下の化学反応を触媒する酵素である。
L-フコース{\displaystyle \rightleftharpoons }L-フクロース
従って、この酵素の基質はL-フコース、生成物はL-フクロースである。
この酵素は、異性化酵素、特にアルドースやケトースを相互転換する分子内酸化還元酵素に分類される。系統名は、L-フコース アルドース-ケトース-イソメラーゼ(L-fucose aldose-ketose-isomerase)である。この酵素は、フルクトース及びマンノースの代謝に関与している。
この酵素は六量体で、既知のケトールイソメラーゼの中では最も大きな構造を持ち、他のどのケトールイソメラーゼとも配列や構造の類似性がない。構造はX線結晶構造解析によって2.5Åの解像度で決定されている。六量体のそれぞれのサブユニットはくさび型で、3つのタンパク質ドメインから構成されている。ドメイン1と2はいずれも中央の平行βシートが周囲をαヘリックスに囲まれた構造である。活性中心は、分子の軸に沿った1対のサブユニットの間にある。

## 関連文献
- Lu Z, Lin EC (1989). “The nucleotide sequence of Escherichia coli genes for L-fucose dissimilation”. Nucleic. Acids. Res. 17 (12):  4883–4. doi:10.1093/nar/17.12.4883. PMC 318048. PMID 2664711.